# Paruline bleue
Setophaga caerulescens
Espèce
Statut de conservation UICN

 LC  : Préoccupation mineure
La Paruline bleue (Setophaga caerulescens, anciennement Dendroica caerulescens) est une espèce de passereaux appartenant à la famille des Parulidae.

## Description
La paruline bleue mesure entre 12 et 14 centimètres et pèse environ 10 grammes. Le plumage du mâle est blanc sur les parties inférieures; les joues, la gorge et les côtés sont noirs, tandis que les parties supérieures sont bleues. La femelle est plus sobre, avec le dessus olive et les parties inférieures chamois. Une tache blanche est présente sur l'aile chez les deux sexes.

## Répartition

Carte de répartition ;
En jaune : zones de nidification ;
En bleu : zones d'hivernage.

La paruline bleue niche dans le sud-est du Canada et aux États-Unis dans les États limitrophes des Grands Lacs, dans les États du nord-est et dans les Appalaches jusqu'à la Géorgie.

## Habitat et comportements
Elle se retrouve surtout dans les forêts feuillues et mixtes avec une strate arbustive bien développée.
Sur le site de nidification, le mâle défend un territoire dont la superficie est généralement inférieure à 2 hectares. La femelle construit seule le nid et pond entre 3 et 5 œufs qu'elle incube pendant une douzaine de jours. Le mâle peut nourrir la femelle au nid pendant l'incubation. Le nid est une coupe placée généralement à moins de 1 mètre du sol dans un arbuste.
La paruline bleue se nourrit principalement d'insectes tels les lépidoptères, les coléoptères et les diptères. Elle capture ses proies en les glanant sur le dessus des feuilles ou en effectuant des vols stationnaires pour atteindre le dessous du feuillage.